# Agrius distincta
Agrius distincta är en fjärilsart som beskrevs av Lucas 1891. Agrius distincta ingår i släktet Agrius och familjen svärmare. Inga underarter finns listade i Catalogue of Life.